# Horst Wolter
Horst «Luffe» Wolter (Berlín, Alemania nazi, 8 de junio de 1942) es un exfutbolista alemán que jugaba como guardameta. Es presidente del Comité Consultivo Económico del Goslarer SC.

## Selección nacional
Fue internacional con la selección de Alemania Federal en 13 ocasiones. Formó parte de la selección que obtuvo el tercer lugar en la Copa del Mundo de 1970, jugando el último partido contra Uruguay.

### Participaciones en Copas del Mundo
| Mundial                        | Sede   | Resultado    | Partidos | Goles |
| ------------------------------ | ------ | ------------ | -------- | ----- |
| Copa Mundial de Fútbol de 1970 | México | Tercer lugar | 1        | 0     |

## Clubes
| Club                | País             | Año       |
| ------------------- | ---------------- | --------- |
| Eintracht Brunswick | Alemania Federal | 1963-1972 |
| Hertha BSC          | Alemania Federal | 1972-1977 |

## Palmarés

### Campeonatos nacionales
| Título     | Club                | País             | Año  |
| ---------- | ------------------- | ---------------- | ---- |
| Bundesliga | Eintracht Brunswick | Alemania Federal | 1967 |

## Condecoraciones
| Distinción      | Año  |
| --------------- | ---- |
| Laurel de Plata | 1970 |